# تاریخ تمدن اسلام
تاریخ تمدن اسلام کتابی از جرجی زیدان با ترجمهٔ علی جواهر کلام است که در سال ۱۳۳۳ منتشر و برندهٔ جایزه کتاب سال سلطنتی شد. این کتاب توسط مؤسسه انتشارات امیرکبیر در ایران چاپ شده است. عنوان اصلی کتاب تاریخ التمدن اسلامی است. این کتاب در سازمان اسناد و کتابخانه ملی ایران به شماره م ۷۰-۴۵۵/۷۳ نگهداری می شود. 